# Leptoconops woodhilli
Leptoconops woodhilli är en tvåvingeart som beskrevs av Lee 1948. Leptoconops woodhilli ingår i släktet Leptoconops och familjen svidknott. Inga underarter finns listade i Catalogue of Life.